# Ziconotida
A ziconotida, comercializada sob a marca Prialt, entre outras, é um medicamento usado para tratar a dor crônica severa. É administrado por injeção intratecal. O uso não é recomendado desde 2007 pelo NHS da Escócia. A dose utilizada é geralmente aumentada aos poucos ao longo de 3 semanas.
Os efeitos colaterais comuns incluem tontura, confusão, dor de cabeça, nistagmo e sonolência. Os efeitos colaterais graves podem incluir psicose ou meningite. Funciona bloqueando os nociceptores, ligando-se aos canais de cálcio do tipo N. Não é um opioide.
A ziconotida foi aprovada para uso médico nos Estados Unidos em 2004 e na Europa em 2005. Foi produzida originalmente a partir do veneno do caracol Conus magus. Embora agora seja uma síntese química de um peptídeo ω-conotoxina. Em 2012, 45 dias de medicação custava, cerca de 730 a 4.400 dólares nos Estados Unidos.